# Michał Błażejewski
Michał Piotr Błażejewski (ur. 10 kwietnia 1948 w Polanowie) – polski kulturo- i literaturoznawca związany z Uniwersytetem Gdańskim, w latach 2006-2012 kierownik Katedry Kulturoznawstwa UG.

## Życiorys
W 1971 ukończył studia z dziedziny filologii polskiej na Uniwersytecie im. Adama Mickiewicza. W 1982 uzyskał doktorat na Uniwersytecie Gdańskim, a w 1995 habilitację na tej samej uczelni. Od 1999 był profesorem nadzwyczajnym na UG, a od 2005 jest profesorem tytularnym. 
Od 1972 pracuje na Uniwersytecie Gdańskim (od 1974: w Instytucie Filologii Polskiej UG). Od 1969 do 1991 pełnił obowiązki kierownika filii Centralnego Ośrodka Informacji i Analiz Studenckiego Ruchu Kulturalnego. W 1999 został dyrektorem Instytutu Filologii Polskiej (do 2005), a w 2006 kierownikiem Katedry Kulturoznawstwa. 
Naukowo zajmuje się teorią, filozofią i historią kultury, historią i socjologią literatury, jak również literaturą popularną i metodyką dziennikarską. Jednym z obszarów jego zainteresowań pozostaje twórczość Tolkiena, a także muzyka i filozofia New Age. Od końca lat 80. współpracował z pismem „Autograf Post” wydawanym przez Gdańskie Towarzystwo Przyjaciół Sztuki, później był jego redaktorem naczelnym. W latach 1991–1997 był autorem tekstów piosenek do Kabaretu Olgi Lipińskiej.

## Publikacje
- Stereotypy Ziemiomorza w wybranych powieściach pisarzy Wybrzeża Gdańskiego, Gdańsk 1993
- Fleszarowa Sopocka albo – jak być kochaną..., Gdańsk 1999
- Na drogach, kędy zły nie kroczy... – o wędrowaniu w dramatach Ryszarda Wagnera, [w] Wędrować, pielgrzymować, być turystą. Podróż w dyskursach kultury..., Opole 2003
- Dialog w przestrzeni kultury, Gdańsk 2005.